# 3-D Tic-Tac-Toe
3-D Tic-Tac-Toe is een strategiespel van het Amerikaanse bedrijf Atari. Het werd in 1979 uitgebracht voor de Atari 8 bit-familie. Een jaar later, in 1980, verscheen de Atari 2600-versie. Het spel werd ontworpen door Carol Shaw

## Gameplay
Het doel in het spel is net zoals in boter-kaas-en-eieren dat de speler ervoor moet zorgen dat je vier tekens in een horizontale, verticale of diagonale rij krijgt. Het spel bevat negen levels, waarvan acht levels voor één speler tegen de computer. Het negende level kan tegen een andere speler worden gespeeld.